# Nagy Reccs
A Nagy Reccs (vagy Nagy Zutty); angolul: Big Crunch egy tudományos hipotézis, melynek három megközelítése van különböző alapokra építve.

## Első megközelítés
Az első elmélet szerint az univerzum az ősrobbanás (angolul Big Bang) alkalmával csupán egy kezdőimpulzust kapott a táguláshoz, ami előbb-utóbb elhasználódik a tágulás irányításával ellentétesen ható erő (a gravitációs hatás) miatt, így a tágulás egy adott ponton megáll, majd a benne található anyag tömegvonzása önmagába húzza vissza a világegyetemet. Ennek a lehetőségnek a tér-idő grafikonja a tágulás előjelváltási időpontjához képest szimmetrikus: a világ ugyanolyan szingularitásban ér véget, mint amilyennel elkezdődött.
Egy szemléletes modell lehet a Nagy Reccs megértéséhez egy felfújható sötét léggömb, amelyre fehér pöttyöket festünk (ezek jelentik a csillagokat vagy galaxisokat). Amikor a léggömböt elkezdjük felfújni, azt tapasztaljuk, hogy, miközben a teljes térfogat (általános méret) nő, bármely két pötty közti távolság is folyamatosan nő. Ez a folyamat megfelel a táguló univerzum állapotának, és magyarázza a távoli objektumok fényének vöröseltolódását, bármely irányba tekintsünk az égre. Viszont ha a léggömböt magára hagyjuk, megszüntetjük az őt növelő kezdőimpulzust, a tágulás megáll, majd összehúzódásra vált, így a léggömb kis idő eltelte után visszatér eredeti állapotába. A leereszkedő léggömb jól szemlélteti a saját, belső erők miatt önmagába roskadó univerzumot.

## Második megközelítés
Egy másik modell egy, a földfelszínről függőlegesen feldobott tárgy, ahol az elindítás pillanata az ősrobbanás kezdőimpulzusának felel meg. A test egy ideig, igaz, hogy lassuló ütemben ugyan, de felfele száguld, majd egy adott ponton megáll és gyorsulva visszazuhan a felszínre. A tárgy visszatérését előidéző erő a gravitáció, hasonlóan az esetleges Nagy Reccset okozó hatáshoz. Ennél a modellnél azonban észre kell venni, hogy ha elég nagy kezdősebességet adunk a felhajított tárgynak (például egy rakétának), az elhagyhatja a Föld gravitációs terét, “elszökhet” tőle, hiszen minél messzebb jut, annál kisebb a rá ható gravitáció, ugyanis a gravitációs erő nagysága fordítottan arányos a test és a Föld közti távolság négyzetével. Ehhez azonban a kezdősebességnek nagyobbnak kell lennie egy kritikus értéknél, amit szökési sebességnek neveznek és a mozgási, illetve gravitációs helyzeti energia egyenlőségéből számolható ki a repülés során (a Föld felszínén ez a sebesség kb. 11,19 km/s). Analóg módon feltételezhető, hogy létezik az ősrobbanás impulzusának egy kritikus, a világegyetemben található anyag tömegétől függő értéke, amely eldönti, hogy a Nagy Reccs bekövetkezik-e vagy a szingularitástól való “szökésről” van szó.

## Harmadik megközelítés
Egy harmadik módszer a Nagy Reccs szingularitásának, így az ősrobbanás invertált idejű folyamatának a bemutatására a fekete lyukak modelljének alkalmazása. A fekete lyukak olyan égitestek, amelyekből a szökési sebesség eléri a fénysebességet, vagyis, mivel a fénysebességnél semmi sem haladhat gyorsabban, a hatalmas gravitációs vonzástól egy adott vonalon, az ún. eseményhorizonton belülről semmi sem képes kijutni. Ezt az állapotot nevezzük szingularitásnak: a fizikai törvények itt értelmüket vesztik, hiszen, mivel semmilyen információ nem képes kijutni onnan, az ottani esetleges történések nem lehetnek kapcsolatban a világegyetemünkben tapasztalt jelenségekkel, eseményekkel. Itt meg kell jegyezni, hogy ha a Nagy Reccsre a fekete lyukak anyagbeszívásának modelljét alkalmazzák, az nem fog tökéletesen megegyezni az általunk feltételezett ősrobbanás képével, hiszen spirális keringés után zuhan egymásba az univerzum anyaga, mintha egy nagy fekete lyuk szívná folyamatosan magába azt.
Feltételezhető, hogy amennyiben a világegyetem a Nagy Reccsben ér véget, lehetséges, hogy utána az új szingularitásban egy újabb világegyetem kezdődik, majd azután még egy újabb, sőt, az ősrobbanás is egy réginek a vége. Ezt az elképzelést pulzáló modellnek nevezzük, azonban köznapi értelemben ez nem történhet meg, hiszen az “utána”, “új”, “újabb”, “régi” szavak időbeli, tehát ok-okozati kapcsolatra utalnak, ami nem létezik a szingularitások által határolt külön univerzumok közt. Az azonban esetleg elképzelhető, hogy több párhuzamos univerzum létezik, amelyek közt nincs ugyan ok-okozatiság, de közös szingularitások a végpontjaik.

## Fordítás
- Ez a szócikk részben vagy egészben  a   Big Crunch című angol Wikipédia-szócikk fordításán alapul.  Az eredeti cikk szerkesztőit annak laptörténete sorolja fel. Ez a jelzés csupán a megfogalmazás eredetét és a szerzői jogokat jelzi, nem szolgál a cikkben szereplő információk forrásmegjelöléseként.